# Los Pinos (Plasencia)
El parque de Los Pinos es un parque municipal situado entre la avenida de Extremadura, la calle del Fuero y la avenida de la Hispanidad, de la ciudad española de Plasencia, en el norte extremeño.
En 1991 fue declarado núcleo zoológico por la Junta de Extremadura.

## Historia
El Ayuntamiento de Plasencia mandó construir un depósito de aguas en 1903, con una capacidad de 1250 m³ de agua. Años más tarde, en octubre de 1918 comienzan a plantarse una serie de pinos y otros árboles ornamentales en la zona de alrededor del depósito de aguas. Finalmente en 1937 el Ayuntamiento de Plasencia, a través de su Comisión Gestora crea el Parque de Los Pinos.
Desde ese momento el parque ha ido evolucionando y pasando diferentes fases hasta su declaración en 1991 como Núcleo Zoológico, declaración otorgada por la Junta de Extremadura a petición del propio Ayuntamiento de Plasencia.
En julio de 2011 se abandonó definitivamente el proyecto de convertir el parque en un zoológico. Este giro en las intencionalidades de transformación del parque no suponen que pierda su estatus de “Núcleo Zoológico”, adquirido en 1991, aunque sí ha de adaptarse a la normativa que rige esta figura. Por tanto, ha pasado a convertirse en un ZooBotánico. La nueva propuesta se encamina a convertir el parque en una zona en la que se pueda disfrutar de paseos sin barreras de acceso y en el que el agua tenga el protagonismo.

## Descripción
Se trata de un parque de 53 900 m² que se adapta a la orografía del terreno en el que se comenzó a construir, el cual presenta una diferente altitud según zonas, presentando el punto más alto del parque 415 metros de altitud, mientras que la parte más baja se encuentra a 380 metros sobre el nivel del mar.
La mayor parte del arbolado está formado por especies autóctonas de la zona: pinos, encinas, alcornoques entre una gran variedad de especies tanto de árboles como de arbustos. Pero también alberga árboles de otros continentes como es el caso de la Sequoya que puede llegar a alcanzar más de 100 metros de altura o el Ginkgo biloba, único en el mundo debido a sus características. Es notable la variedad de aves que el parque posee, entre las que destacan aves acuáticas como: patos, cisnes, gansos, cigüeñas, garzas, grullas, etc., que anidan en los alrededores de las charcas y estanques que el parque tiene. También hay que destacar otro tipo de aves como el pavo real, pájaros tropicales, u otro tipo de fauna como los conejos y tortugas que están totalmente adaptados al parque.
El parque es considerado uno de los “pulmones verdes” de la ciudad, junto con el de la Isla, ya que son los más grandes de esta, lo cual le otorga tanta importancia como la de ser un parque de interés por su fauna y variedad botánica.